# Sternwarte Rümlang

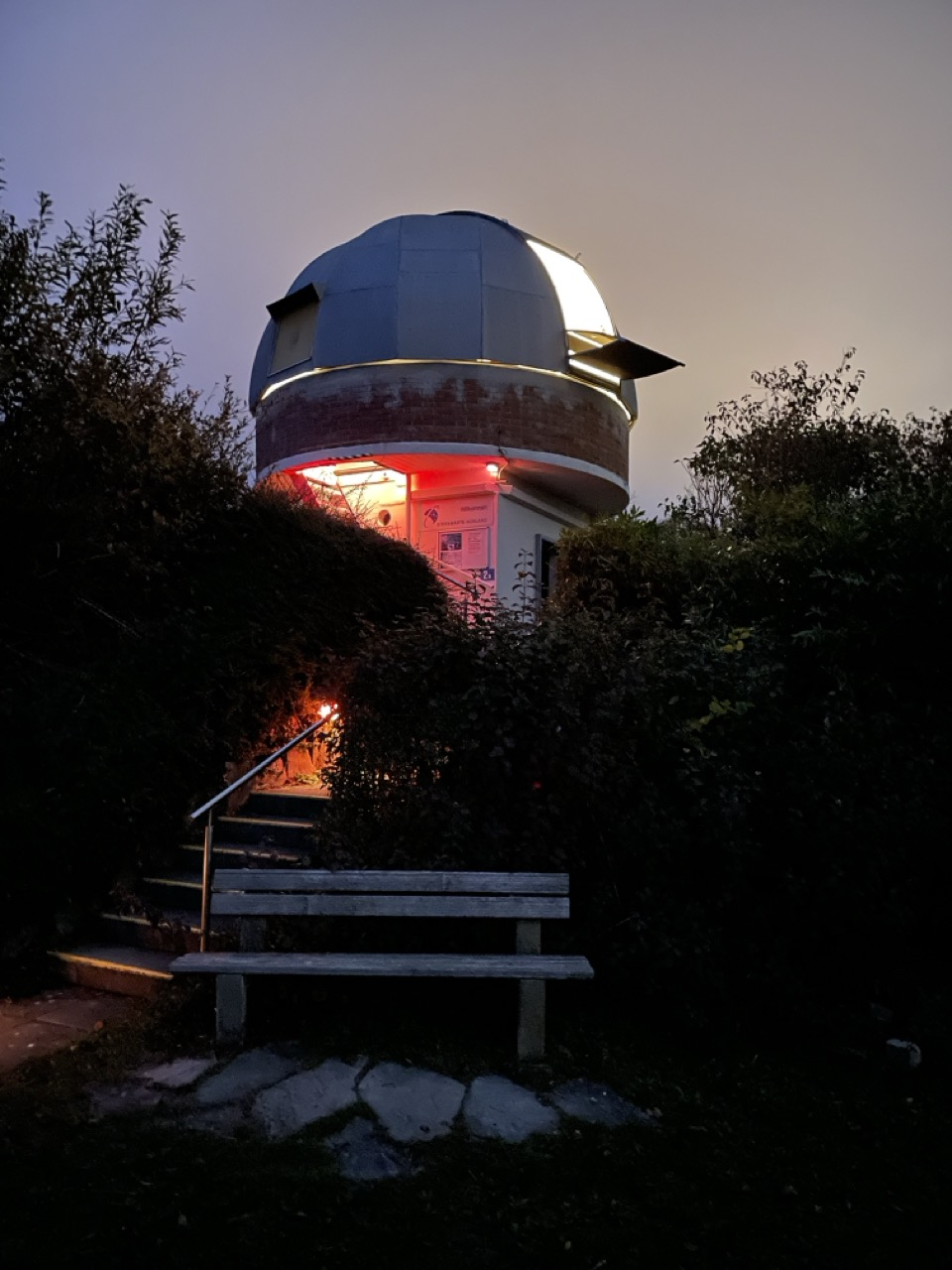
Ansicht Sternwarte Rümlang

Die Sternwarte Rümlang ist eine öffentlich zugängliche Sternwarte in der Gemeinde Rümlang in der Nähe von Zürich im Landschaftsraum Katzensee. Sie verfügt über eine drehbare Stahl-Aluminium-Kuppel.
Die Sternwarte wird ehrenamtlich vom Verein Sternwarte Rotgrueb Rümlang (VSRR) betrieben. Sie bietet regelmässige öffentliche Beobachtungen des Nachthimmels und der Sonne sowie individuelle Führungen für Gruppen und Schulklassen ab sechs Personen an.

## Geschichte
Der Mechaniker und Amateurastronom Arnold Jost aus Zürich-Seebach erhielt 1966 von der Gemeinde Rümlang die Genehmigung zum Bau einer Sternwarte mit 5,5 m Durchmesser auf dem alten Wasserreservoir Rotgrueb zwischen dem Dorf Rümlang und Katzenrüti. Das Reservoir war nicht mehr in Betrieb, dient jedoch nach wie vor als Teil eines Notversorgungskonzepts. Bau und Konstruktion nahm Jost mit Unterstützung seiner Familie nahezu im Alleingang vor. 1968 wurde sie für persönliche Benutzung in Betrieb genommen. Altersbedingt musste Arnold Jost den Betrieb der Sternwarte im Jahr 1992 aufgeben. Er verkaufte sie an die Gemeinde.
Bis 1995 wurde das Gebäude nur sporadisch genutzt: ein von der Astronomischen Gesellschaft Zürcher Unterland organisierter Astronomiekurs traf auf so grosses Interesse, dass im Folgejahr eine Fortsetzung folgte. Aus einer Initiativgruppe wurde der Gemeinde ein Betriebskonzept vorgelegt. Daraus gründeten die Amateurastronomen am 6. November 1996 einen lokalen Verein als Sektion des Dachverbandes Schweizerische Astronomische Gesellschaft (SAG-SAS). Am 13. Mai 1997 wurde das Observatorium mit einem Baurechtsvertrag von der Gemeinde an den Verein übergeben, der nachfolgend Sternwarte und Instrumentierung sukzessive erneuerte, was auch die Erneuerung des zum Observatorium führenden Plattenweges einschloss. Insgesamt drei Sanierungsgänge im Innen- und Außenbereich wurden durchgeführt. Im Jahr 2025 ist jedoch die drehbare Kuppel nach wie vor erneuerungsbedürftig.
Seit 26. August 1998 ist das Observatorium der Öffentlichkeit zugänglich. Der Verein besitzt ein mobiles Teleskop, das auf der Sternwartenwiese eingesetzt wird.

## Instrumente
Die Sternwarte verfügt über eine WAM-850 Nachführvorrichtung, ein Aurora-Spiegelteleskop vom Typ Dall-Kirkham mit einer Brennweite von 3572 mm, einen Zodiak-Refraktor und einen Strüby-Reflektor vom Typ Schmidt-Cassegrain.